# House Ibiza
House Ibiza was een Nederlands televisieprogramma dat vanaf 9 september 2011 tot oktober 2011 elke vrijdag door PowNed werd uitgezonden op Nederland 3. Het was naast Zendtijd PowNed, Heilig Gras en het PowNews een van de vier televisieprogramma's van PowNed. De omroep PowNed omschreef het zelf als een belastinggeldverslindend programma. Het programma speelde zich af op het Spaanse eiland Ibiza en is gebaseerd op het programma Villa Felderhof. Via Vandaag de dag bij WNL liet Rik Felderhof weten de persiflage 'walgelijk' te vinden.

## Afleveringen

### Aflevering 1
In de eerste aflevering waren: Ronald Plasterk, Barbara Barend, Guido Weijers en Ursul de Geer te gast. Rutger gaat met Ronald Plasterk en Guido Weijers skeeleren op de boulevard en neemt Ursul de Geer mee naar het strand. Eenmaal terug krijgen ze van Rutger de opdracht om zelfportret te maken. Tussen de aflevering door zijn beelden te zien, waarin Jojanneke van den Berge en Daan Nieber een kijkje nemen achter de schermen van een discotheek op Ibiza. Aan het einde van de aflevering is te zien dat Guido Weijers langer blijft en dus ook in aflevering twee te zien zal zijn.

### Aflevering 2
In de tweede aflevering waren misdaadjournalist John van den Heuvel, actrice Fajah Lourens, Oh Oh Cherso-deelnemer Jokertje, advocaat Theo Hiddema te gast. Uiteindelijk was cabaretier Guido Weijers niet te zien in deze aflevering.

### Aflevering 3
In de derde aflevering waren PVV-Kamerlid Hero Brinkman, Omroep MAX-voorzitter Jan Slagter en Playmate Amanda Krabbé te gast.

### Aflevering 4
In deze aflevering duiken Peter R. de Vries, Sander de Kramer en Tygo Gernandt naar diepe dieptes.

### Aflevering 5
Gasten: D66-politicus Boris van der Ham, seksuologe Goedele Liekens, advocaat Jan-Hein Kuijpers en acteur Bas van Toor.

### Aflevering 6
Gasten: Michael Boogerd, VVD-politicus Jeanine Hennis-Plasschaert en zanger René Froger.